# Primorje Rijeka

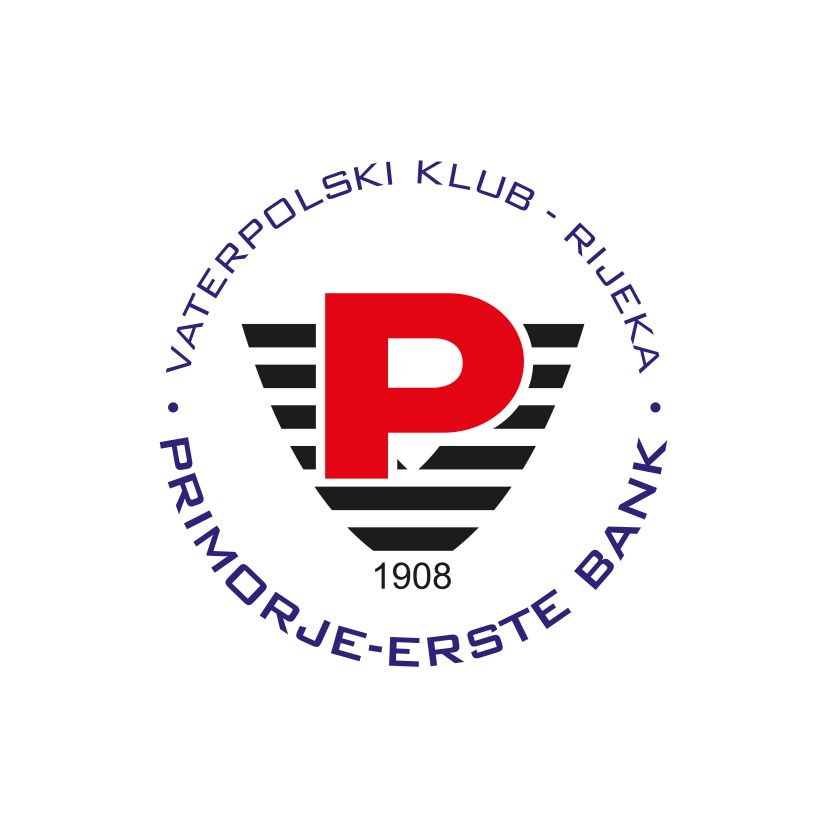
Logo del club de Waterpolo Primorje Rijeka Bank.

El Primorje Rijeka es un club acuático con sede la ciudad de Rijeka (Croacia).
En el club se practica waterpolo, natación y natación sincronizada.

## Historia
El club fue fundado en 1908 en la ciudad de Rijeka con el nombre Hrvatski sportski klub VIKTORIA. En 1991 los tres grupos de natación sincronizada, waterpolo y natación deciden juntarse.
En 2009 participa en la Liga adriática de waterpolo masculino.

## Palmarés
- 2 veces campeón de la liga de Croacia de waterpolo masculino (2014, 2015)
- 4 veces campeón de la copa de Croacia de waterpolo masculino (1996, 2013, 2014, 2015)
- 1 vez campeón del liga de Yugoslavia de waterpolo masculino (1938)
- 1 vez campeón de la copa de Yugoslavia de waterpolo masculino (1979)
- 3 veces campeón de la Liga adriática de waterpolo masculino (2013, 2014, 2015)
- 1 vez campeón de la Copa COMEN (1996)
- 1 vez campeón de la liga de Croacia de waterpolo femenino